# MiNa (Band)
MiNa war eine Schweizer Pop-Band, welche 2007 von den beiden Lunik-Mitgliedern Jaël Malli und Luk Zimmermann gegründet wurde.

## Bandgeschichte
Im Herbst 2007 erschien das Debütalbum Playground Princess, das sogleich auf Platz sechs der Schweizer Hitparade einstieg. Die gleichzeitig veröffentlichte Singleauskopplung Complete erreichte Platz 56.
Jaël und Luk gründeten MiNa, weil sie Songs geschrieben hatten, die aus ihrer Sicht nicht zum Stil von Lunik passten. 2013 hat die Band ihre Aktivitäten eingestellt.

## Diskografie

### Alben
- Playground Princess – 2007 (CH)

### Singles
- Complete – 2007 (CH)